# Matamoros
Pour les articles homonymes, voir Matamoros (homonymie).
Matamoros ou Heroica Matamoros est une ville de l'État mexicain du Tamaulipas, et le chef-lieu de la municipalité de Matamoros.

## Géographie

### Situation
Matamoros est située à l'extrémité nord-est de l'État de Tamaulipas, sur la rive sud du Río Grande qui marque la frontière avec les États-Unis, face à la ville texane de Brownsville. Son altitude est de 10 mètres.
Elle appartient à la Zona metropolitana de Matamoros-Brownsville, regroupant, dans l'État de Tamaulipas, la municipalité de Matamoros, et aux États-Unis, la ville texane de Brownsville, dans le Comté de Cameron, dans une zone de conurbation aux intérêts économiques convergents.
Elle dépend de la région Norte, appelée aussi Región Fronteriza, qui est une des 6 subdivisions administratives de l'État de Tamaulipas, et regroupe les municipalités de Nuevo Laredo, Guerrero, Mier, Miguel Alemán, Camargo, Gustavo Díaz Ordaz, Reynosa, Río Bravo, Valle Hermoso et Matamoros.

### Transports
Matamoros et Brownsville sont reliées par trois ponts traversant le Rio Grande :
- The New Bridge ou Gateway Bridge, surnommé en espagnol « Puente Nuevo » (pont neuf) ;
- The Old Bridge ou Express Bridge, surnommé en espagnol « Puente Viejo » (pont vieux) ;
- General Ignacio Zaragoza Bridge ou Veterans Bridge, surnommé en espagnol « Puente de los Tomates » (pont des tomates).

La ville est desservie par l'aéroport international de Matamoros, situé au sud de la ville.

## Toponymie
Le nom « matamoros » fait référence à l’origine aux Espagnols qui, en Espagne, ont fait la Reconquista contre les Maures et les ont chassé définitivement de la péninsule ibérique en 1492.

## Histoire
On sait peu de choses des tribus indigènes qui précédèrent les colons espagnols.
Lors d'une expédition en 1519, le capitaine Alonso Alvarez baptise l'actuel rio Bravo du nom de rio de las Palmas (rivière des Palmes).
On ne connait aucun autre événement ayant eu lieu ici avant 1686 lorsque le capitaine Alonso de León « el Mozo » reçoit la mission d'explorer la région entourant la rivière. Le capitaine mentionne dans son rapport que la rivière est suffisamment profonde pour y naviguer jusqu'à son embouchure dans le golfe du Mexique.

### Le lieu des beaux estuaires

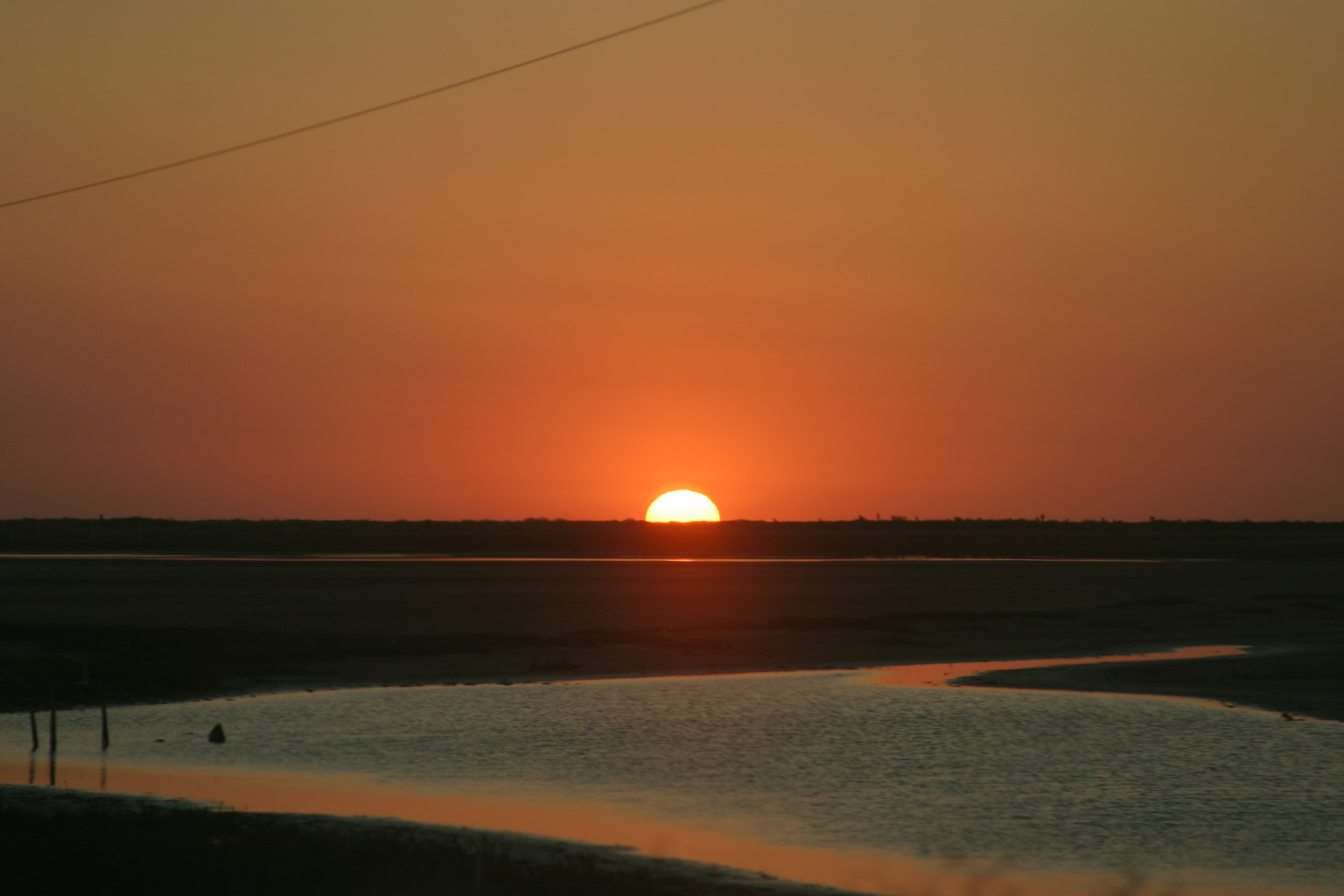
Les Beaux Estuaires
Bagdad Beach (Matamoros).

Le capitaine Juan José de Hinojosa explore la région en 1706. Il est impressionné par la beauté et le nombre des marécages qui caractérisent le lieu. Ce qu'il fait qu'il le nomme "Paraje de los Esteros Hermosos" (Le lieu des beaux estuaires).
En 1749, Don Matías de Los Santos Coy y établit un ranch nommé « San Juan de los Esteros Hermosos » (Saint-Jean des beaux estuaires). Il était situé à l'intersection des actuelles 5e rue et de Matamoros, mais Don Matias fut contraint d'abandonner son ranch à cause des nombreuses attaques d'Indiens.

### Les treize familles
Le secteur est la proie de fréquentes inondations causées par le Rio Grande. En 1747 , don José de Escandón et le capitaine Blas María de la Garza décrivent ce territoire comme peu intéressant à développer. Ceci n'empêche pas treize familles entreprenantes de s'y établir. En 1774, les treize familles fondent une congrégation qu'elles nomment également « San Juan de los Esteros Hermosos », sur le même site que l'ancien ranch de don Matías.
Le capitaine Ignacio Anastacio de Ayala, à qui l'on a donné autorité sur la congrégation, offre treize sites d'élevage aux familles fondatrices. Ces familles sont à l'origine de la ville de Matamoros et jusqu'à ce jour, elles sont restées des membres importants de la cité.

### La Villa del Refugio (La ville du refuge)
En 1793, des Franciscains du séminaire apostolique de Guadalupe Zacatecas arrivent dans la congrégation et proposent un nouveau nom pour la communauté qui dès lors se nomme « Nuestra Señora del Refugio de los Esteros » (Notre-Dame du refuge des estuaires). Pour aller au plus court, les habitants l'appellent en fait « El Refugio » (Le Refuge) ou « Villa del Refugio » (La ville du Refuge). À la suite des fréquentes inondations, le site original de la « Villa del Refugio » est déplacé en 1814 sur la partie la plus haute qui craint moins les débordements du Rio Grande.

### Villa de Matamoros (Ville de Matamoros)

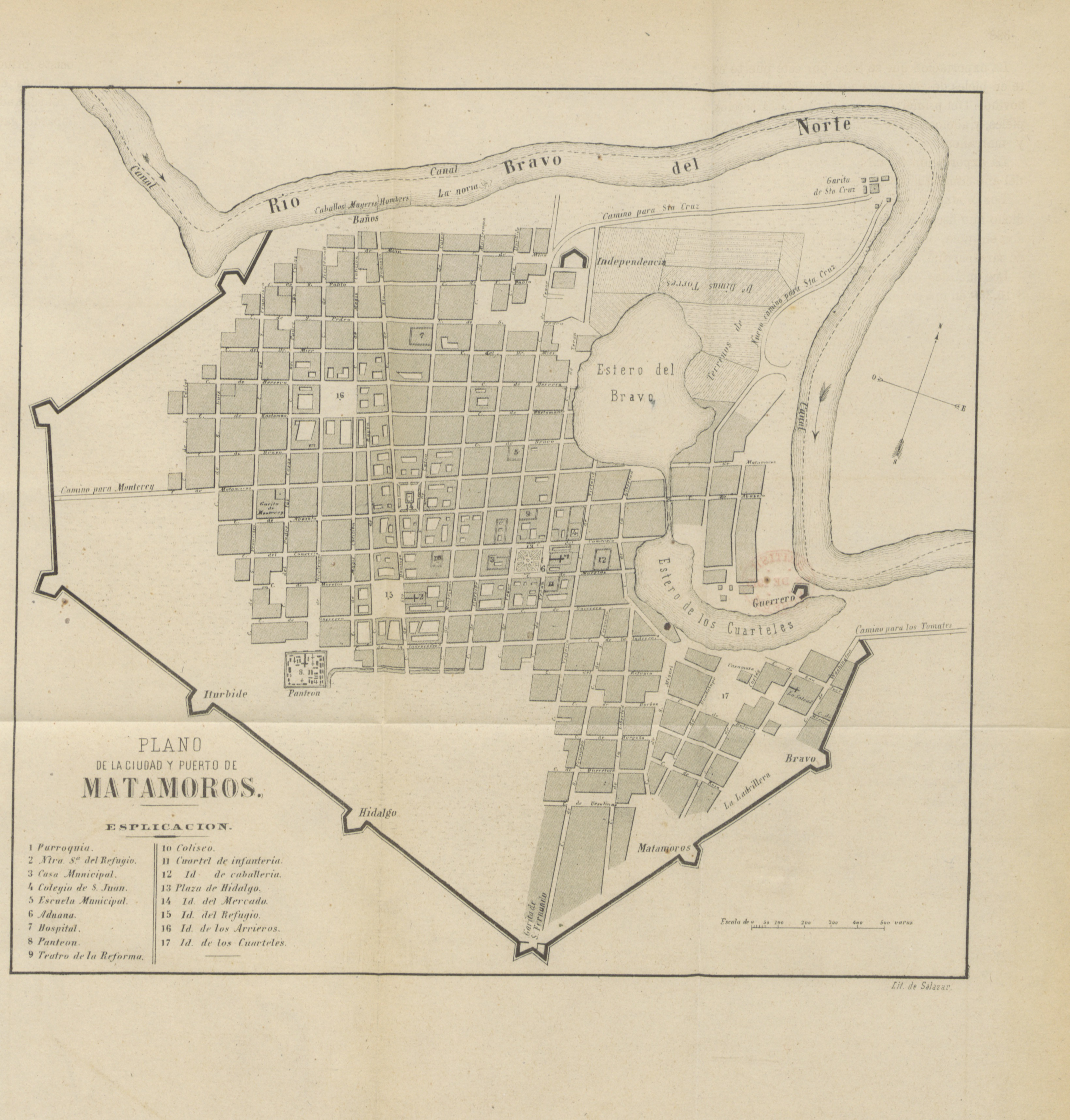
Plan de la ville en 1878

En 1826, le gouverneur Lucas Fernández publie un décret renommant la cité « Villa de Matamoros » en l'honneur du héros de l'indépendance Mariano Matamoros. Ce nom restera jusqu'à nos jours et en 1834 la cité obtient le statut de ville.

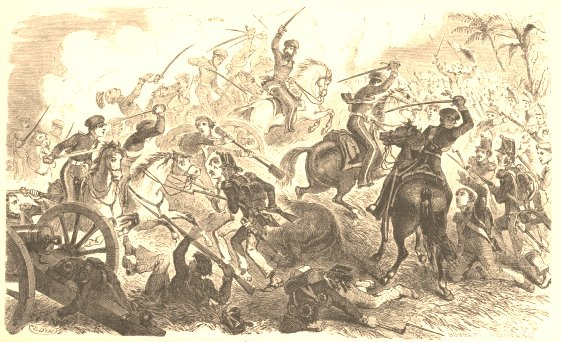
Bataille du Resaca de la Palma.

Au début de la guerre américano-mexicaine, Matamoros est aux avant-postes. Face à elle, le Général U.S. Zachary Taylor fait construire fort Texas (aujourd'hui Brownsville). C'est dans les environs immédiats de Matamoros qu'ont lieu le facteur déclenchant (l'affaire Thornton le 25 avril 1846) et les premières batailles de la guerre, celles de Palo Alto (8 mai 1846) et du Resaca de la Palma (9 mai 1846). La ville est ensuite occupée par l'armée U.S. dès le 18 mai 1846.
En 1851, la ville se défend héroïquement contre les troupes des signataires du Plan de la Loba. Les troupes du Général Francisco Avalos et des civils emmenés par Macedonio Capistrán défont l'ennemi.
À la suite de cette victoire, le Parlement de l'État de Tamaulipas accorde à la ville les titres de Invicta (Invaincue) et « Heroica » (Héroïque). Le gouvernement fédéral lui accorde également le titre de Leal (Loyale). Le nom officiel de la ville est donc précédé du "H" de son titre de "Heroica".

### L'époque du coton
Ainsi nommée Époque du Coton, la période de 1948 à 1962, durant laquelle Matamoros vit une période de boom économique. Les affaires sont florissantes et la qualité de son coton est globalement reconnue. Cependant, avec le temps les cours du coton chutent à cause des nouvelles fibres synthétiques. Actuellement la région est un grand producteur de sorgho.

## Démographie
En 2015, Matamoros avait une population de 520 327 habitants.

## Éducation
La ville possède un campus universitaire dépendant de l'Universidad Autónoma de Tamaulipas (es).

## Économie
Aujourd'hui l'économie de Matamoros est centrée sur les maquiladoras (zones franches établies au Mexique, pour y produire des produits destinés à l'exportation). Cette industrie s'y est développée dans les années 1960. Aujourd'hui la ville compte environ 150 usines. Les maquiladoras sont une source d'emplois pour nombre de "Matamorenses" ainsi que pour les habitants des environs, elles sont devenues un facteur important du développement régional. Mais elles sont également connues pour avoir ruiné les industries préexistantes, pour polluer (les normes de pollution étant plus basses au Mexique) et pour offrir des conditions de vie très difficiles aux femmes (qui doivent souvent confier leurs enfants pour venir y travailler).
La ville possède trois zones industrielles : Parque Industrial Alianza, Parque Industrial FINSA Matamoros Norte et Parque Industrial FINSA Matamoros Oriente.

## Personnalités nées à Matamoros
- Jean-Louis Berlandier (1803-1851), botaniste français qui vécut à Matomoros de 1829 à sa mort
- Manuel González (1833-1893), militaire et président du Mexique de 1880 à 1884.
- Rigo Tovar (1946-2005), musicien et chanteur.
- Carlos de los Cobos (né en 1958), footballeur.